# De Maagd (molen)
Molen De Maagd is een korenmolen in het Nederlandse dorp Hulshorst die werd gebouwd in 1894. In 1960 werd de molen gerestaureerd als rijksmonument maar raakte daarna weer in verval. Na een tweede restauratie is de molen sinds 1988 weer geheel maalvaardig. De Maagd heeft 2 koppels maalstenen waarmee op beroepsmatige basis graan wordt gemalen.
- Polygoonjournaal uit 1961 over de restauratie